# مسابقات جهانی ژیمناستیک هنری ۱۹۱۱
مسابقات جهانی ژیمناستیک هنری ۱۹۱۱ پنجمین دوره مسابقات جهانی ژیمناستیک هنری است که در تورین, ایتالیا از ۱۲ تا ۱۳ مه ۱۹۱۱ میلادی برگزار شده است.

## جدول مدال‌ها
| رتبه | کشورها    | طلا | نقره | برنز | مجموع |
| ۱    | چکسلواکی¹ | ۴   | ۱    | ۴    | ۹     |
| ۲    | ایتالیا   | ۲   | ۳    | ۳    | ۸     |
| ۳    | فرانسه    | ۰   | ۵    | ۲    | ۷     |
| ۴    | بلژیک     | ۰   | ۰    | ۱    | ۱     |
| ۴    | اسلوونی   | ۰   | ۰    | ۱    | ۱     |